# Madeline Brewer

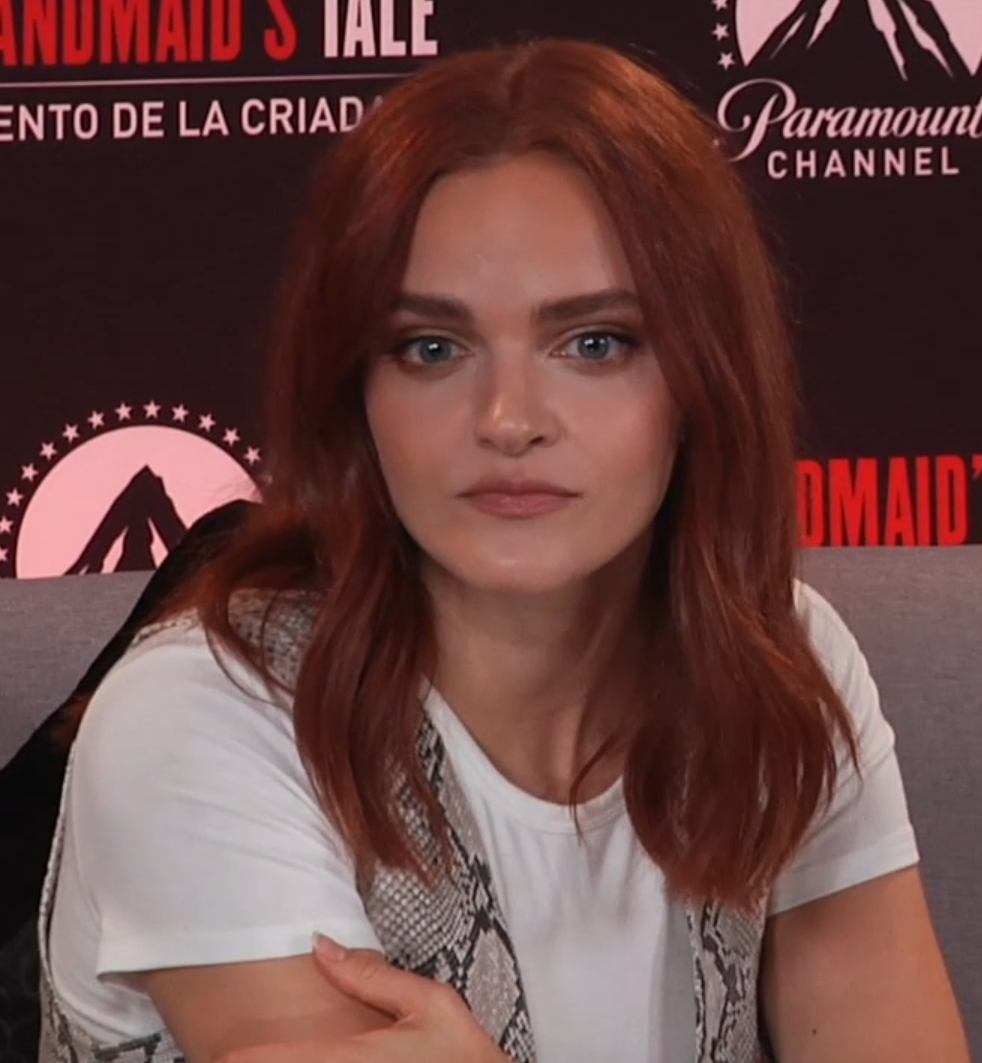
Madeline Brewer (2018)

Madeline Kathryn Brewer (* 1. Mai 1992 in Pitman, New Jersey) ist eine US-amerikanische Schauspielerin. Bekanntheit erlangte sie vor allem durch ihre Rolle in der Serie Orange Is the New Black.

## Leben und Karriere
Brewer wuchs in Pitman, New Jersey, als Tochter des Schauspielers und Musikers Mark Brewer und dessen Ehefrau Laurie auf. Sie absolvierte die American Musical and Dramatic Academy in New York City. Ab 2013 verkörperte sie die Rolle der Tricia Miller in der Serie Orange Is the New Black. Durch den Erfolg der Serie erlangte Brewer weltweit Bekanntheit. 2014/15 spielte sie für zehn Episoden die Miranda Cates in der Serie Hemlock Grove. Nach weiteren Auftritten in Serien war sie 2016 in der Folge Männer aus Stahl in der Netflix-Serie Black Mirror zu sehen und spielt seit 2017 in der Serie The Handmaid’s Tale – Der Report der Magd.
Seit 2017 tritt Brewer auch in Filmen auf, so etwa 2019 im Science-Fiction-Thriller Captive State. Für ihre Rolle im Film Cam wurde sie 2018 beim Brooklyn Horror Film Festival als beste Darstellerin ausgezeichnet.
Brewer wurde für einen Emmy nominiert. Ab Januar 2023 trat sie in der Londoner Produktion von Cabaret als Sally Bowles auf. 2025 spielte sie die Bronte in der fünften Staffel der Fernsehserie You – Du wirst mich lieben.

## Filmografie

### Filme
- 2017: Flesh and Blood
- 2017: Hedgehog
- 2018: Still
- 2018: Obsessed – Tödliche Spiele (Braid)
- 2018: Cam
- 2019: Captive State
- 2019: Separation
- 2019: Hustlers
- 2019: Now Is Everything
- 2021: The Ultimate Playlist of Noise
- 2021: Separation
- 2021: Where Are You
- 2022: Zum Mars oder zu Dir? (Space Oddity)
- 2025: I Live Here Now

### Fernsehserien
- 2013: Orange Is the New Black (7 Folgen)
- 2014: Stalker (Folge 1x09: Crazy for You)
- 2014–2015: Hemlock Grove (10 Folgen)
- 2015, 2016: Grimm (2 Folgen)
- 2016: Black Mirror (Folge 3x05 Männer aus Stahl)
- 2016: The Deleted (8 Folgen)
- 2017–2025: The Handmaid’s Tale – Der Report der Magd (The Handmaid’s Tale, 45 Folgen)
- 2020: Acting for a Cause (Folge 1x03 Hamlet)
- 2022: Shining Girls (2 Folgen)
- 2025: You – Du wirst mich lieben (You, 10 Folgen)